# Приамурска митрополија
Приамурска митрополија (рус. Приамурская митрополия) митрополија је Руске православне цркве.
Образована је одлуком Светог синода од 5/6. октобра 2011, а налази се у оквиру граница Хабаровске Покрајине. У њеном саставу се налазе три епархије: Амурска, Вањинска и Хабаровска.